# Ouhorlík indomalajský
Ouhorlík indomalajský (Glareola maldivarum) je bahňák z čeledi ouhorlíkovití (Glareolidae), který hnízdí v jižní, východní a jihovýchodní Asii a na zimu táhne především do Austrálie.

## Systematika
Druh popsal německý přírodovědec Johann Reinhold Forster v roce 1795. Ouhorlík indomalajský se řadí do ouhorlík (Glareola) a čeledi ouhorlíkovití. Netvoří žádné poddruhy. Druhové jméno maldivarum pochází z nové latiny a znamená „maledivský“. Druh byl původně považován za poddruh ouhorlíka stepního (Glareola pratincola), kterému je velmi podobný.

Vybraná dobová vyobrazení
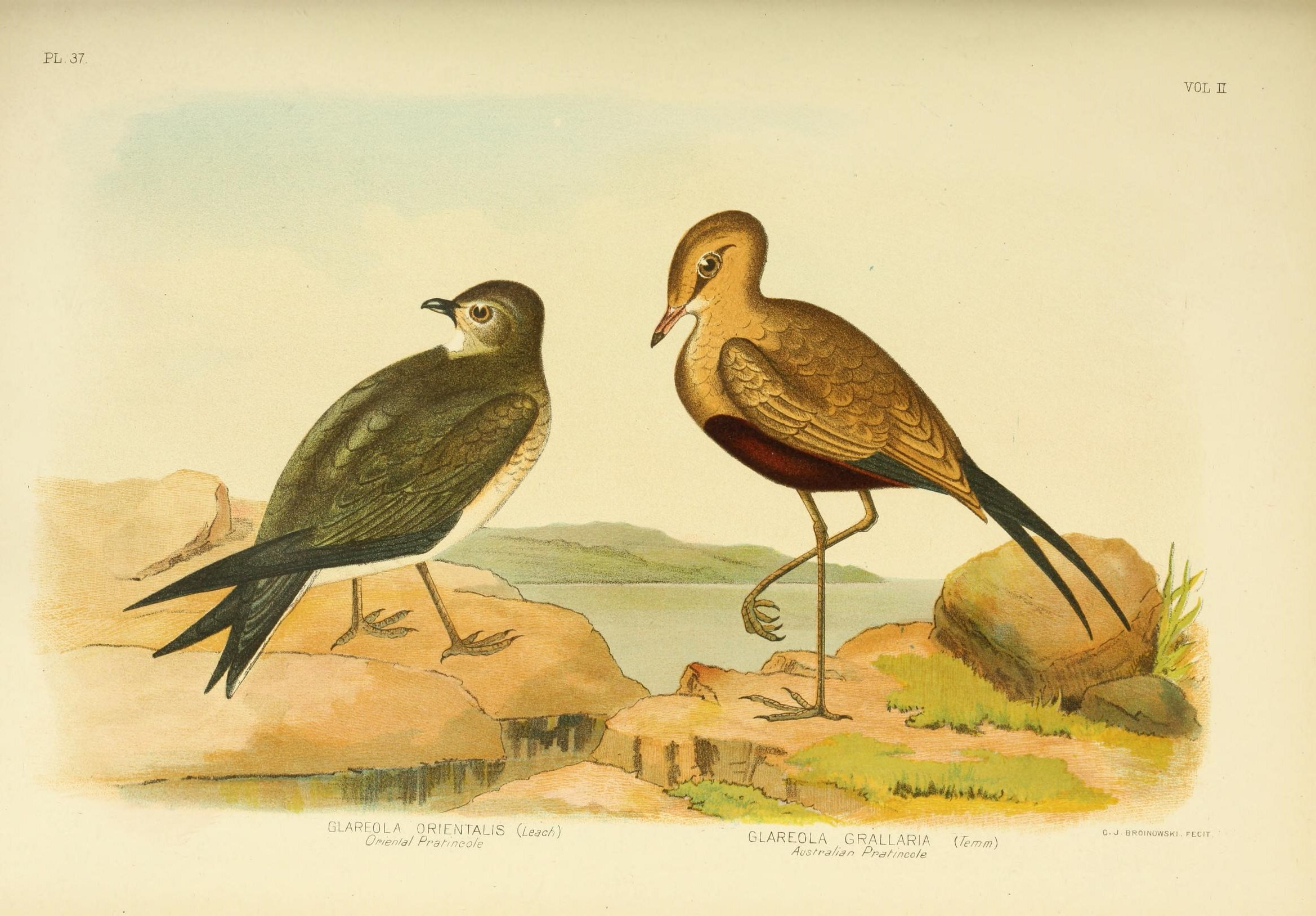
Ouhorlík indomalajský (vlevo) a ouhorlík australský (1890)
Ilustrace z let 1700–1880
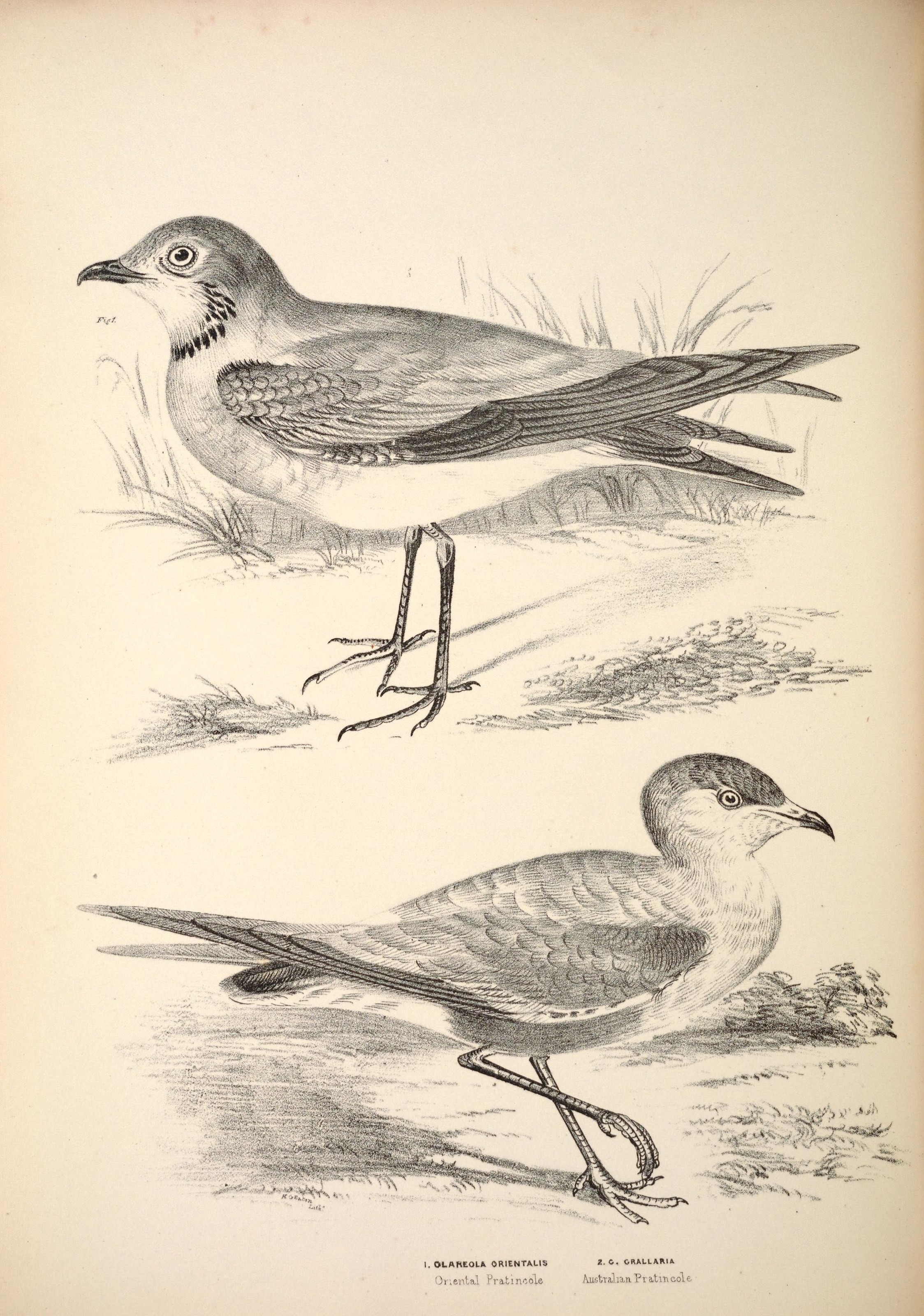
Ouhorlík indomalajský (nahoře) a ouhorlík australský (1877)

## Rozšíření a populace

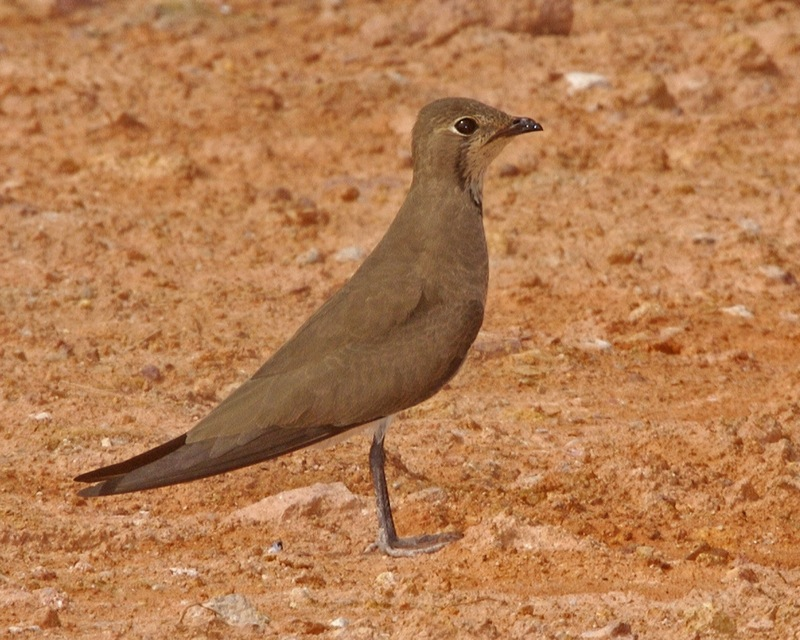
Dospělec v prostém šatu

Ouhorlík indomalajský hnízdí v jižní, východní a jihovýchodní Asii od severních částí Indického subkontinentu (Bangladéš) přes Myanmar, Thajsko a Vietnam až po východní Čínu a Mongolsko a na sever až po jižní Sibiř. Okraje hnízdního areálu zasahují na Šrí Lanku, na Maledivy a Filipíny a do jižního Japonska. Na zimu táhne především do Austrálie, menší část populace však zimuje i v řadě dalších zemí jako je Indonésie, Jižní Korea nebo východní Čína. Zatoulaní jedinci byli pozorováni na Novém Zélandu, Blízkém východě (Kypr, Egypt, Izrael), Spojených státech amerických i ve Spojeném království.
Mezinárodní svaz ochrany přírody v roce 2016 odhadoval celkovou populaci ouhorlíků indomalajských na 2,9–3 miliony jedinců. Valná většina této populace zimuje v Austrálii, kde bylo v roce 2004 na jediné lokalitě podél pláže 80 Mile Beach napočítáno 2,88 milionu ptáků. Populační trend druhu je neznámý, avšak předpokládá se postupný pokles následkem mizení a degradace přirozených stanovišť a patrně částečně i lovem.

## Popis
Jedná se o poměrně malého ptáka dosahující délky 23–24 cm. Křídlo měří 17–20 cm, zobák 12–15 mm, běhák 30–37 mm, ocas 71–85 mm. Tělo působí jemnými, decentními rysy připomínající rybáka. Svrchní část těla je jednolité hnědé barvy s nádechem popelavé, kostřec je bílý. Spodní části těla jsou světle hnědé až skoro broskvové barvy. Letky a ocas jsou leskle černé. Uzdičky jsou černé a od očí směrem dolů ke krku se táhne černý proužek, který připomíná černý náhrdelník zavěšený za oči. Brada a hrdlo jsou tělové barvy. Podocasní krovky jsou bílé s černým zakončením. Krátký zobák je černý, u kořene červený. Oči jsou hnědé, nohy šedé. Opeření juvenilních jedinců je povětšinou hnědé a zobák po celé délce černý.

## Biologie
Habitat druhu tvoří mokřady a travnaté plochy. Vydává ostré kjik, čik-čik nebo čet, někdy také hlasité čerr nebo stoupavé tróét. Živí se hlavně hmyzem jako jsou vážky, cikády, brouci, můry, mravenci, termiti, sarančata, mouchy, včely a vosy. Většinu potravy sbírá v letu ve výškách do 300 m nad zemí, občas i přímo na zemi. V letu loví často v hejnech; tato hejna často využívají termálních stoupavých větrů (např. během požárů nebo při okraji tropických cyklón), ve kterých se často nachází velké množství hmyzu vyneseného do výše termálními proudy. Hejna lovících ouhorlíků mohou být i poměrně početná, občas i o 25 000 jedincích.

### Hnízdění
Hnízdí v koloniích. Ke snášení vajec dochází od dubna do června. Hnízdo představuje mělký důlek přímo na zemi, občas např. v uschlé stopě po kopytu. Samice většinou klade 2–3 vejce. Inkubace patrně trvá 17–19 dní, prekociální mláďata opouští hnízdo ve věku 2–3 dní. Vzhledem k hnízdění na zemi jsou ptáčata na hnízdištích silně náchylná k predaci.

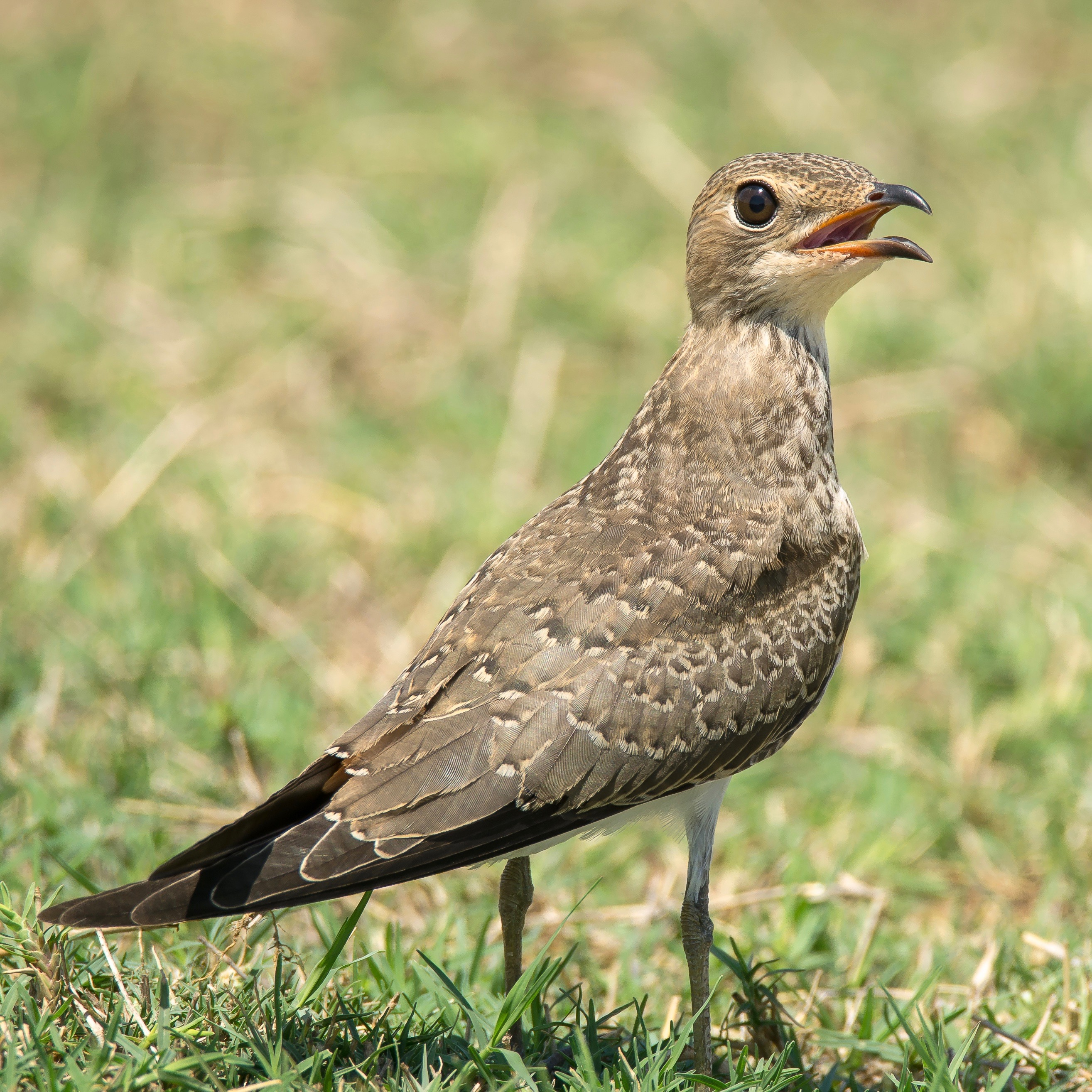
Nedospělý jedinec, Tamilnádu
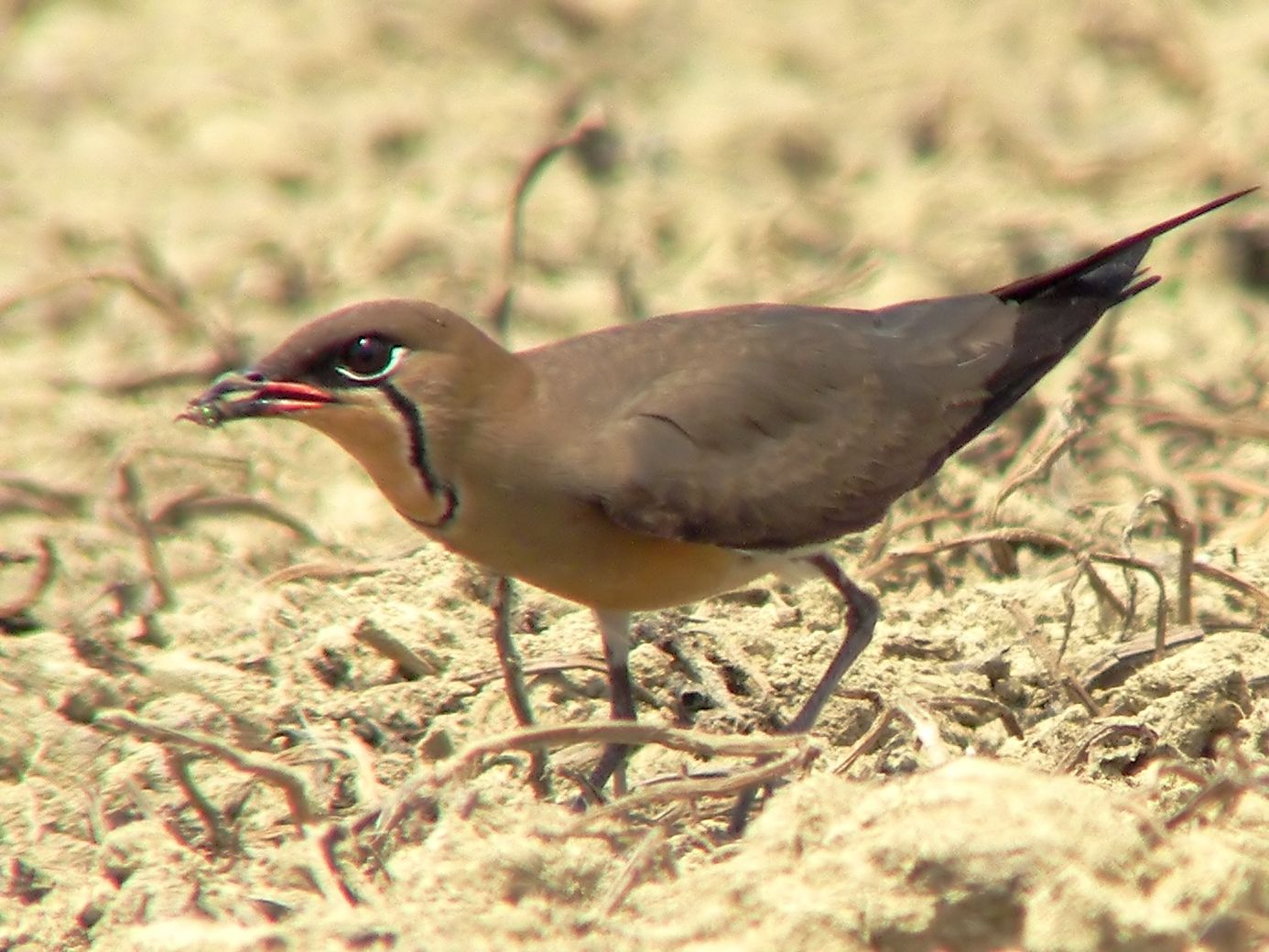
Ouhorlík s potravou v zobáku
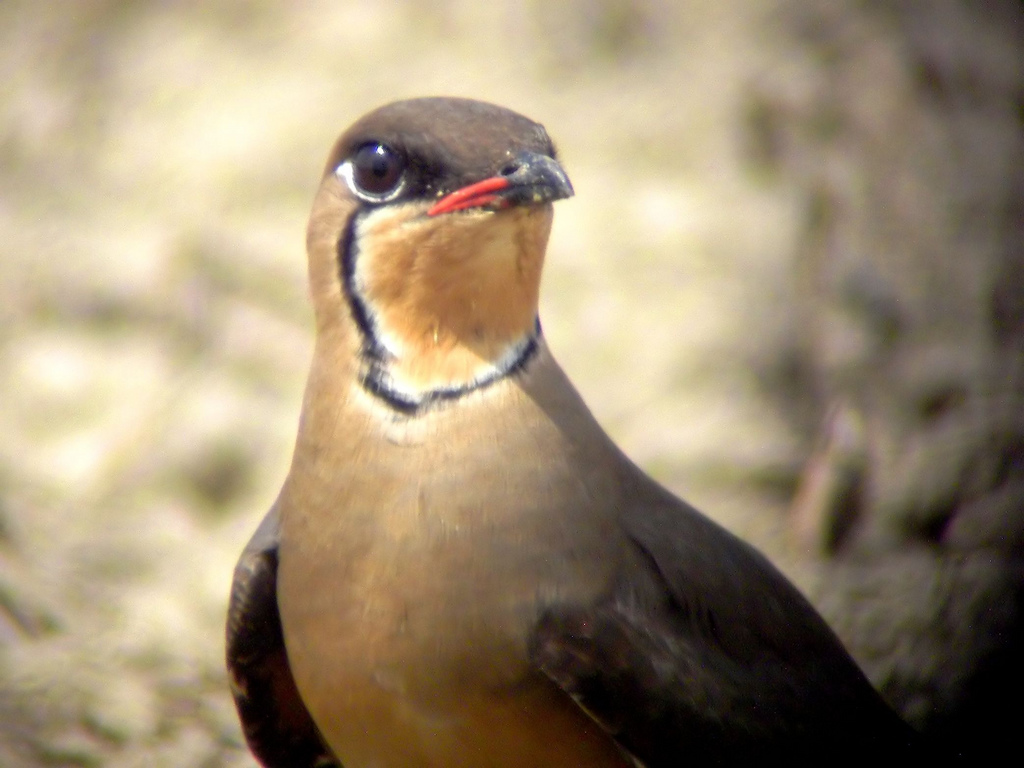
Svatební šat s jasně viditelným černým náhrdelníkem
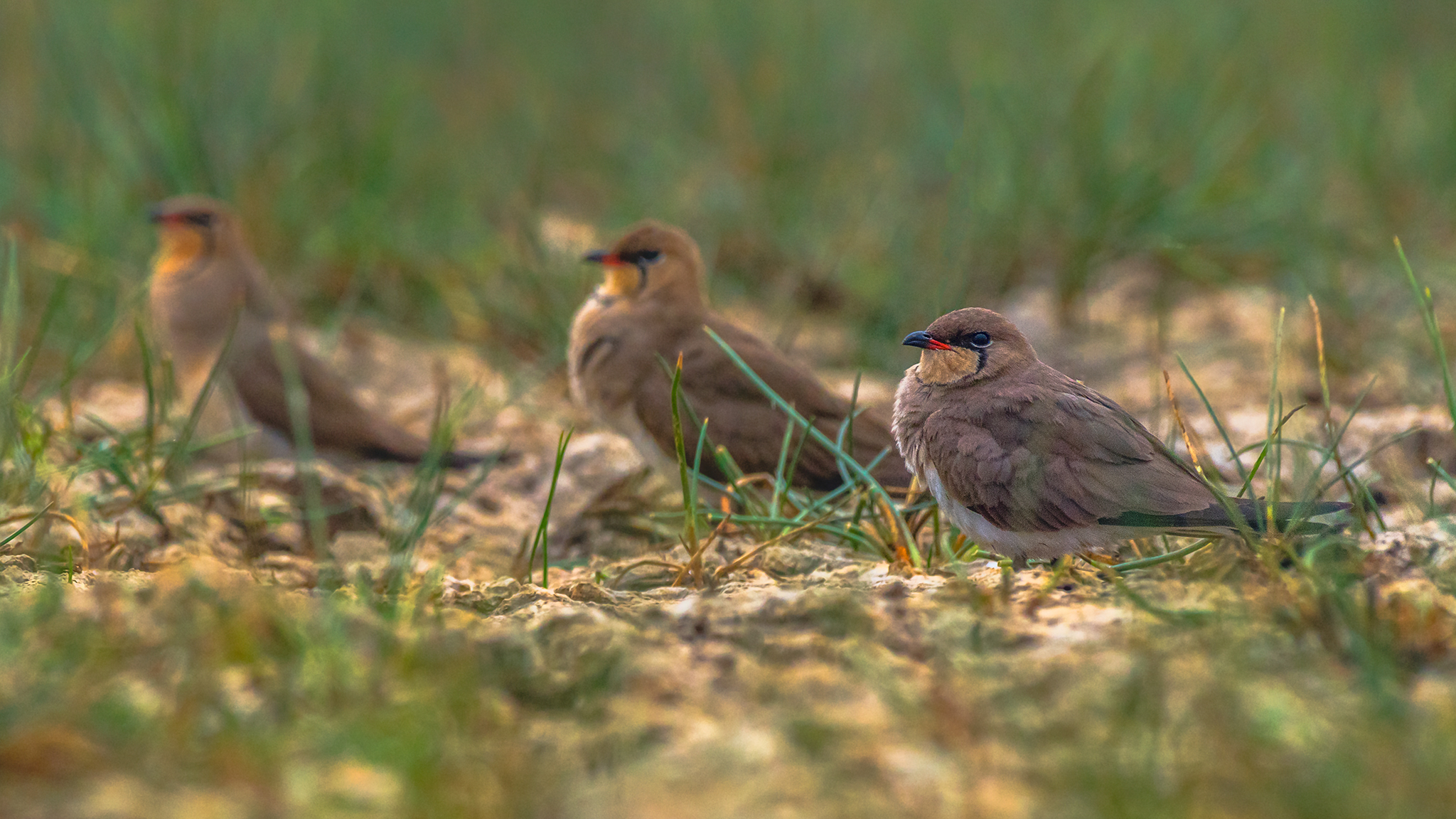
Hřadující hejno (Indie)
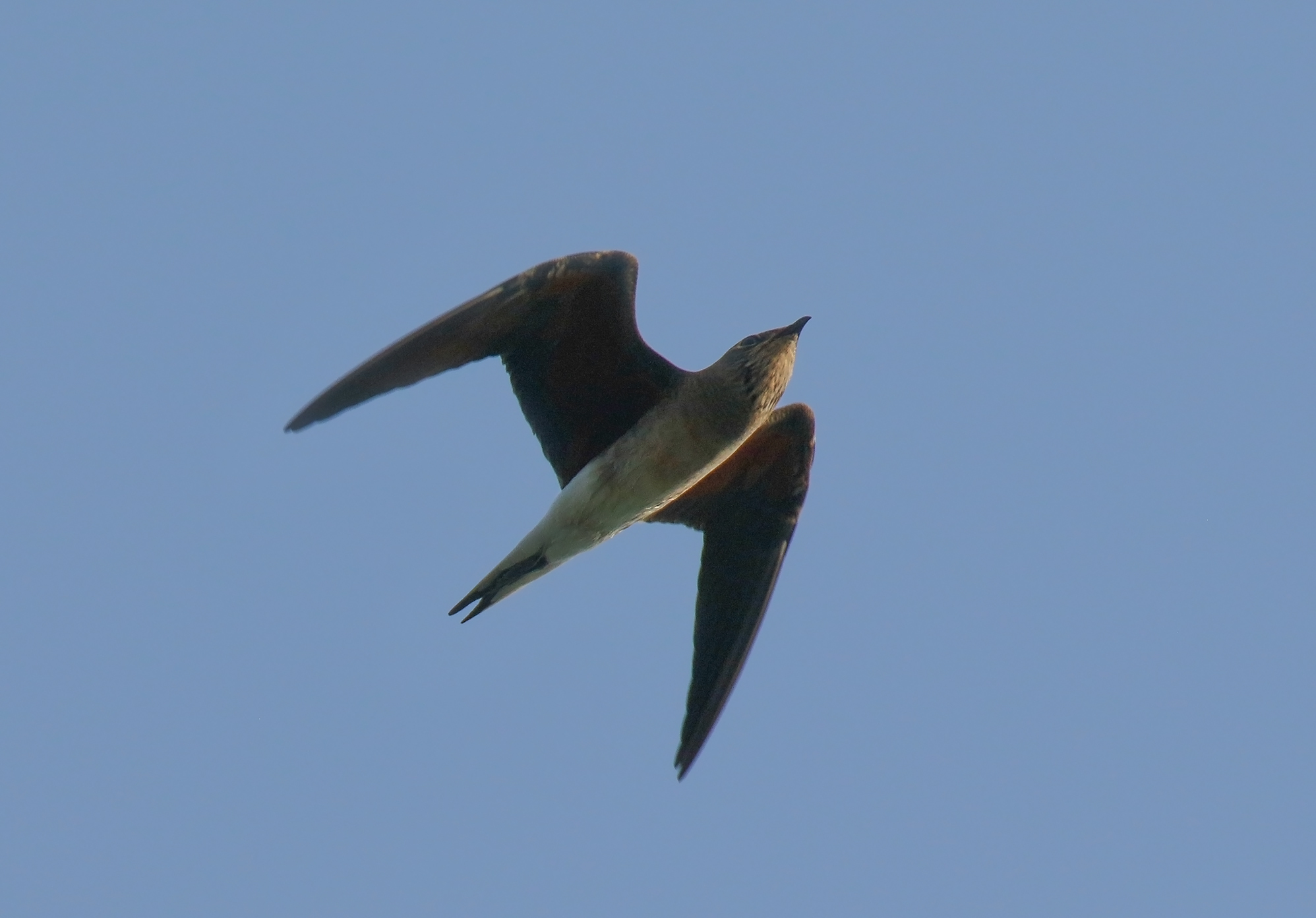
V letu s patrnými špičatými křídly